# Ć
El grafema Ć (minúscula: ć), formado a partir de la letra C con la adición de un acento agudo, se utiliza en varios idiomas. Por lo general, representa a [t͡ɕ], una africada alveolo-palatal sorda, incluyendo en transcripción fonética (representa el sonido ch, como en "pecho" o "coche"). Sus códigos de Unicode son U+0106 para Ć y U+0107 para ć.
El símbolo se originó en el alfabeto polaco (donde se utiliza casi exclusivamente al final de las palabras) y fue aprobado en algunas de las lenguas eslavas meridionales en el siglo XIX. Es la quinta letra del: polaco, noecino, sorabo, croata y bosnio, así como en las formas latinas del serbio y macedonio (en algunas formas). Es también la cuarta letra del alfabeto Łacinka de Bielorrusia.
El equivalente en idioma serbio cirílico es /Ћ/. En Macedonia se usa /Ќ/ como equivalente parcial. Otros idiomas que utilizan el alfabeto cirílico suelen representar este sonido por la combinación de caracteres ЧЬ.
Oficiosamente admitido, sobre todo en prensa escrita, se viene sustituyendo por la letra C.